# グラマラス (漫画)
『グラマラス』は、ナイロンによる日本の漫画。『ヤングアニマルあいらんど』（白泉社）にて連載された。単行本は全1巻。『ヤングアニマル』掲載の読み切り「1R（ワンルーム）」を併録している。

## ストーリー
小川ともおは大森ゆかと交際するようになる。自分に自信が持てないともおだったが、付き合っていく過程で様々なハプニングに遭遇する。

## 登場人物
小川 ともお（おがわ ともお）
本作の主人公。様々なハプニングに巻き込まれる。ゆかよりも背が低い。
大森 ゆか（おおもり ゆか）
明るくてスポーツ万能で人気者だがなぜかともおと付き合う。基本的に尽くすタイプ。本人には自覚がないようだが、天然系である。

## 単行本
- ナイロン 『グラマラス』 白泉社〈ジェッツコミックス〉 全1巻
  1. 2011年8月29日発売 ISBN 978-4592146810